# Карл Джонсон
Карл «Сі-Джей» Джонсон (англ. Carl «CJ» Johnson) (нар. 10 липня 1968) — вигаданий персонаж, головний герой відеогри «Grand Theft Auto: San Andreas». Один із лідерів вуличної банди «Grove Street Families» у Лос-Сантосі. Є другий чорношкірий головний герой у серії ігор Grand Theft Auto. Персонаж отримав визнання критиків, похваливши його складність, відсутність стереотипів і почуття совісті, і вважається одним із найкращих персонажів відеоігор усіх часів.

## Біографія

### До основних подій гри
Карл Джонсон народився у штаті Сан-Андреас 1968 року. Його мати Беверлі Джонсон працювала у місцевому борделі, батька Сі-Джей ніколи не бачив. Має двох братів: старшого Світа та молодшого Брайана, а також сестру Кендл.
До 1987 року Карл знаходився у банді Grove Street Families, поки його молодший брат Брайан не загинув. У грі не повідомляється про обставини цієї події, та Світ звинувачував його за смерть Карла. Після втрати Сі-Джей покинув Лос-Сантос і перебрався до Ліберті-Сіті, де разом із Джоуї Леоне п'ять років займався крадіжкою автомобілів. 

### Повернення в Лос-Сантос
1992 року він повертається на похорон матері, убитої під час замаху. Під час поїздки в таксі його зупиняють продажні копи Френк Тенпенні і Едвард Пуласкі, «вішають» вбиство їх колеги Ральфа Пенделбері, конфісковують гроші та речі та викидують на території ворожої банди Баллас. Карл їде додому і бачить, що його банда Grove Street Families, що колись контролювала Гентон та Східний Лос-Сантос, тепер має лише Гроув Стріт. До того ж, колишня дружня банда розкололася на три ворожих одна до одної. А Світ звинувачє Карла у від'їзді у важливий момент, втечі від проблем… Карл залишається в місті, щоб допомогти друзям в цій скруті. Він поступово відновлює своє місце у банді: зафарбовує графіті ворожих угруповань, вбиває наркоторговців, бере участь у драйв-баях проти Балласів.
Одного разу Карл на прохання Світа вирушив на змагання лоурайдерів, де познайомився Цезарем Віальпандо, ватажком мексиканської банди Varrios Los Aztecas. Вони обговорювали особитсті стосунки Цезаря з Кендл Джонсон, якими були вкрай невдоволені брати. У результаті Карл дозволяє Цезарю зустрічатися з його сестрою, поки вона в безпеці. Дружба між Карлом та Цезарем починається з того моменту, коли Цезар відкриває СіДжею очі на його друзів: Райдера та Біг Смоука, що зв'язалися з корумпованим Темпенні і бандою своїх заклятих ворогів Ballas.
Того дня, коли Карл дізнається про зраду, банда Grove Street Families на чолі зі Світом здійснює черговий напад на Ballas під перехрестям Малхолланд, щоб ущент розгромити заклятих ворогів. Протагоніст вирушає на допомогу своїй банді. У результаті стрілянини Світ потрапляє до тюремної лікарні. Карла ж офіцер Тенпенні депортував з міста.

### Сільська місцевість
Після сумних подій під перехрестям Малхолланд Карл Джонсон опинився в Ейнджел-Пайн, містечку, яке розташоване недалеко від Сан-Фієрро. Туди ж на якийсь час вирушають його сестра Кендл і Цезар Віальпандо, які втратили дім. Карл продовжує працювати на Тенпенні, який змушує його усунути свідків корупції поліцейського підрозділу C.R.A.S.H. Деякий час Карл працює з Каталіною, кузиною Цезаря, якій допомагає провертати кримінальні афери та зухвалі пограбування в провінційній частині штату. Після цього Цезар знайомить Карла з Ву Зі Му, і Карл бере участь у перегонах та виграє у Каталіни гараж в районі Доерті в Сан-Фієрро. Одночасно Темпенні знайомить Карла з містером Правдою — хіпі, який є прихильником теорій змови і постачає наркотиками Френка Тенпенні. Така співпраця негативно позначається на долі ферми Правди, внаслідок чого той і Сі-Джей вирушають до Сан-Фієрро на фургоні.

### Сан-Фієрро
По приїзду виграний гараж виявляється покинутим сараєм з дірявим дахом. Сі-Джей приходить в сказ, проте сестра пропонує полагодити гараж і відкрити автомобільний бізнес. Містер Правда каже, що в нього є потрібні знайомі з цієї частини. З їхньою допомогою справа рушає з мертвої точки, у Сі-Джея з'являються гроші. Однак він не забуває про брата і банду і веде своє розслідування того, що відбувається в рідному місті. 
Поступово з'ясовується, що в Сан-Фієрро розташовується злочинний синдикат Локо, через який йдуть постачання наркотиків до Лос-Сантосу. Сі-Джей втирається в довіру до голів синдикату. У Сан-Фієрро такими є сутенер Джіззі Бі, Ті-Боун Мендес та Майк Торено. Від Лос-Сантоса, і, відповідно, Смоука діє Райдер. Дізнавшись про все, що йому було потрібно, Карл вбиває Джиззі в його клубі, потім на пристані 69 під час угоди вбиває Ті-Боуна, в погоні на моторних катерах вбиває Райдера, потім збиває вертоліт з Торено на борту і підриває завод з виробництва креку. Якоїсь миті йому дзвонить невідомий і пропонує зустрітися на ранчо в Тьєрра-Робаді. Після приїзду в пустелю Сі-Джею доведеться робити багато нелегких справ.

### Пустеля
"Невідомий" виявляється "убитим" Майком Торено. З'ясовується, що Майк є агентом ЦРУ, який працює під прикриттям, і у вертольоті його не було. В обмін на деякі послуги з боку Карла Торено обіцяє забезпечити безпеку Світа у в'язниці, а згодом, можливо, і звільнити його. Працюючи на Майка, Сі-Джей проходить навчання в льотній школі і стає власником покинутого аеродрому "Вьордент Медоуз" в пустелі.
Пізніше на цьому аеродромі з'являється Містер Правда, який видає Сі-Джею пару місій: у першій потрібно вкрасти військову розробку із Зони 69, а в другій Карл має викрасти з вантажного  потягу зелену речовину, походження якої невідоме.

### Лас-Вентурас
У певний момент Карлу дзвонить Ву Зі Му і пропонує частку в казино "Чотири дракони" в Лас-Вентурасі в обмін на допомогу, у тому числі усунення перешкод і пограбування конкуруючего казино "Калігула", яке контролює італійська мафія Сальваторе Леоне. У процесі роботи над цим Карл випадково бачить, як Медд Догг, відомий репер, намагається накласти на себе руки. Карл досить хитромудрим способом рятує Догга від загибелі, відвозить його до шпиталю, попутно пропонуючи себе як новий менеджер. 
Успішно пограбувавши казино Леоне, отримавши свою частку у казино Вузі, Карл намагається розвинути сімейний бізнес далі. Під час цього йому дзвонить Тенпенні та просить зустрітися. Виконавши чергову брудну роботу, Сі-Джей віддає Тенпенні досьє на нього. Отримавши досьє, Тенпенні вирубує лопатою Джиммі Ернандеса, молодого поліцейського, який убив офіцера Пенделбері під тиском Тенпенні і Пуласкі і здав Тенпенні, не бажаючи бути таким же корумпованим копом. Тенпенні їде в Лос-Сантос разом з досьє, наказуючи Карлу вирити могилу для Ернандеса і самого Карла, якого повинен пристрелити Пуласкі. Але раптово приходить до тями Ернандес і намагається вдарити Пуласкі, але останній вистрілив йому в живіт, і тіло Ернандеса падає прямо в могилу, вириту Карлом. Після вбивства Пуласкі намагається втекти автомобілем, попутно брудно висловлюючись про сім'ю Карла. Карл у пориві люті наздоганяє його та вбиває.

### Повернення в Лос-Сантос
У цей час Медд Догг виходить зі шпиталю, знаходить Карла, і той вирішує повернутися до Лос-Сантоса, але вже в особняк Медда. Тут з'являється непередбачена перешкода — Догг, будучи п'яним, продав свій особняк наркобарону з лантиноамериканської банди Los Santos Vagos. Сі-Джея, однак, це зовсім не турбує, він вирішує за допомогою Ву Зі відвоювати особняк, після чого Сі-Джей залишається в Лос-Сантосі, щоб виконати ще одне завдання від Майка Торено для звільнення Світа. Торено просить його зробити «всього нічого»: викрасти військовий літак з корабля в Сан-Фієрро, і потопити три шпигунські судна неподалік його ранчо. Карлу вдається і це, хоча він мало не гине.
Трохи пізніше Торено знову з'являється у студії Медд Догга та повідомляє, що Світа звільнено, і просить Карла підібрати його. Карл пропонує братові переїхати до особняка Догга та жити пишно, але той відмовляється. Він бажає повернутися у розгромлений район Гентон і відновити банду Гроув Стріт на карті. Але коли вони приїздять до району і бачать, що змінилося, і навкруги наркодилери, сам Світ ледве не приймає наркотик. Карл його зупиняє. Починається важка праця по відновленню втрачених територій. Спочатку це здається неможливим, але поступово брати відвойовують рідний мікрорайон Гроув Стріт і ліквідовують наркодилерів. Потім вони повертають Глен Парк, нейтралізують Біг Біара, що перейшов до Баллас, а його слуга Бі Дап відмовляється бути наркоманом та повертається до банди. Далі вони повертають Айдлвуд.
Пізніше Карл відновлює кар'єру Медд Догга, остаточно знищивши кар'єру Оуджі Лока, повернувши Доггу колись вкрадену книгу рим. Тим часом міський суд виправдовує Тенпенні, і в місті починається бунт. Далі Карл відвойовує райони Цезаря, які захопила банда Лос Сантос Вагос, але щоб дізнатися, де приховується Біг Смоук, необхідно мати більш-менш значний контроль над вулицями міста. Так поступово до банди Гроув Стріт повертаються землі, колись вже завойовані. Після досягнення певної межі (35 % територій) члени інших банд «почали говорити» і розповіли, де перебуває Біг Смоук. 
Світ і Карл їдуть до фортеці Біг Смоука. Просуваючись залами, які наповнені бандитами з різних банд, наркодилерами, Карл знаходить кімнату, де відпочиває Смоук, і вбиває його. У цей час з'являється Тенпенні і намагається вбити Карла, але той хитрістю уникає смерті і втікає. Тенпенні спричинює пожежу у будинку, але Карл встигає вибігти звідти. Після довгої погоні містом за поліцейським останній потрапляє у дорожньо-транспортну пригоду — падає з моста — і гине. 
Бунт припиняється, а Сі-Джей, Світ, Цезар, Правда і Кендл йдуть у будинок Джонсонів підбивати підсумки про виконані справи та інші плани. Пізніше до будинку Джонсонів приходить Медд Догг і дякує всім за допомогу у справах. Після цього Сі-Джей виходить із дому та насолоджується новим життям.

## Характер
На відміну від протагоністів попередніх ігор, Карл значно менше схильний до насильства. За необхідності він може бути жорстоким убивцею — так Сі-Джей холоднокровно добив смертельно пораненого Пуласкі, чи закатав у бетон бригадира на будівництві за образу робітниками Кендл. Та він не вважає вбивство засобом вирішення всіх справ, і дуже шкодує, що йому доводиться вбити Райдера та Біґ Смоука. Карл шанує вуличний кодекс (що згадується в місії 555 We Tip) і готовий відстоювати інтереси  Grove Street Families , але не вважає банду основним сенсом життя, на відміну від Світа. Поза криміналом Сі-Джей простий і в чомусь навіть наївний — він не може протистояти Каталіні з її сильним характером; вона легко нав'язує йому своє «кохання», маніпулює і зрештою кидає з власної примхи.

## GTA V